# Оратівський краєзнавчий музей
Оратівський краєзнавчий музей — музей у смт Оратів Вінницької області. Заснований рішенням Оратівської районної Ради народних депутатів від 28 травня 1993 р. Знаходиться в приміщенні колишньої районної бібліотеки. Його засновниками стали Н. Білик і Є. Колосенко.
Музейна колекція становить понад 2 000 предметів. Щорічна кількість відвідувачів — понад 5 000 осіб.

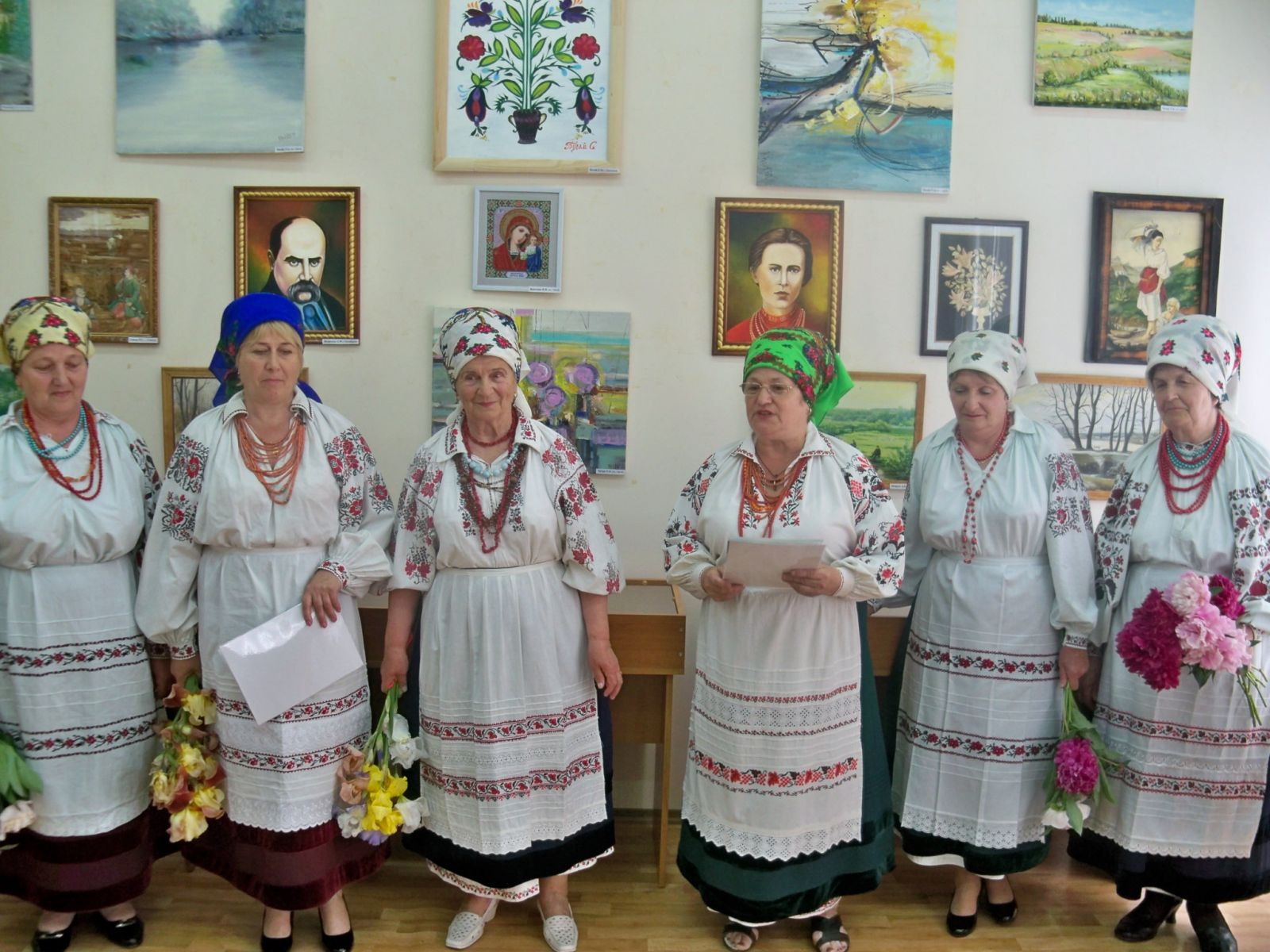
Святкування 25-річчя музею

Найбільшою збіркою є етнографічна. Її основу складають домоткані вишиті сорочки з сіл Якимівка, Човновиця, Лопатинка, Мервин, смт Оратів, Рожична. Цікавою є колекція глиняного посуду гончарів І. Кириленка (смт Оратів), С. Житника (с. Новоживотів), а також різних предметів українського народного побуту.
У 2000 р. на базі музею створений фольклорно-етнографічний колектив «Берегиня». У 2003 р. йому присвоєно звання «народного аматорського». При музеї діють клуб «Надвечір'я», літературне об'єднання «Вишневий сад».

## Експозиція музею

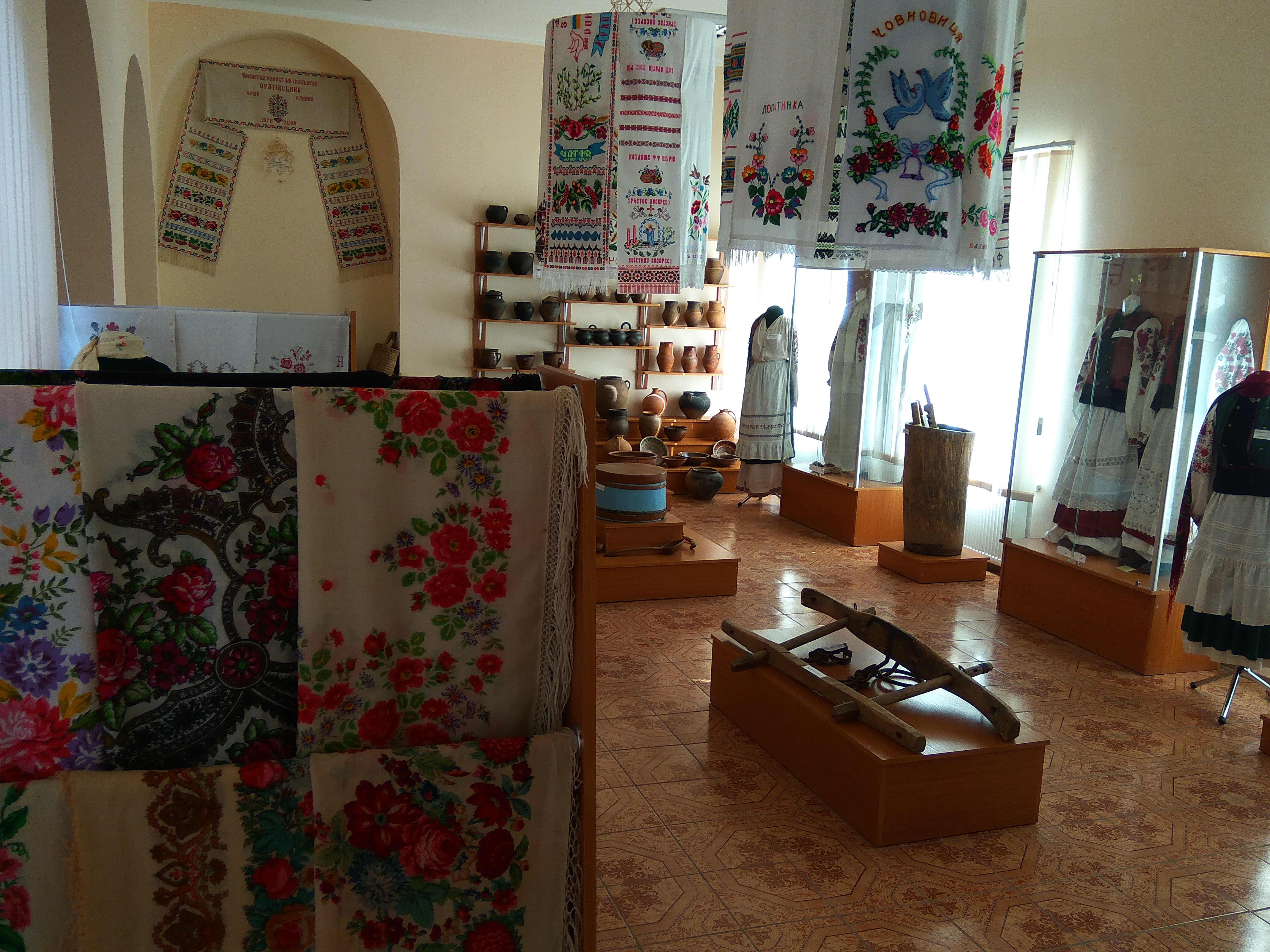
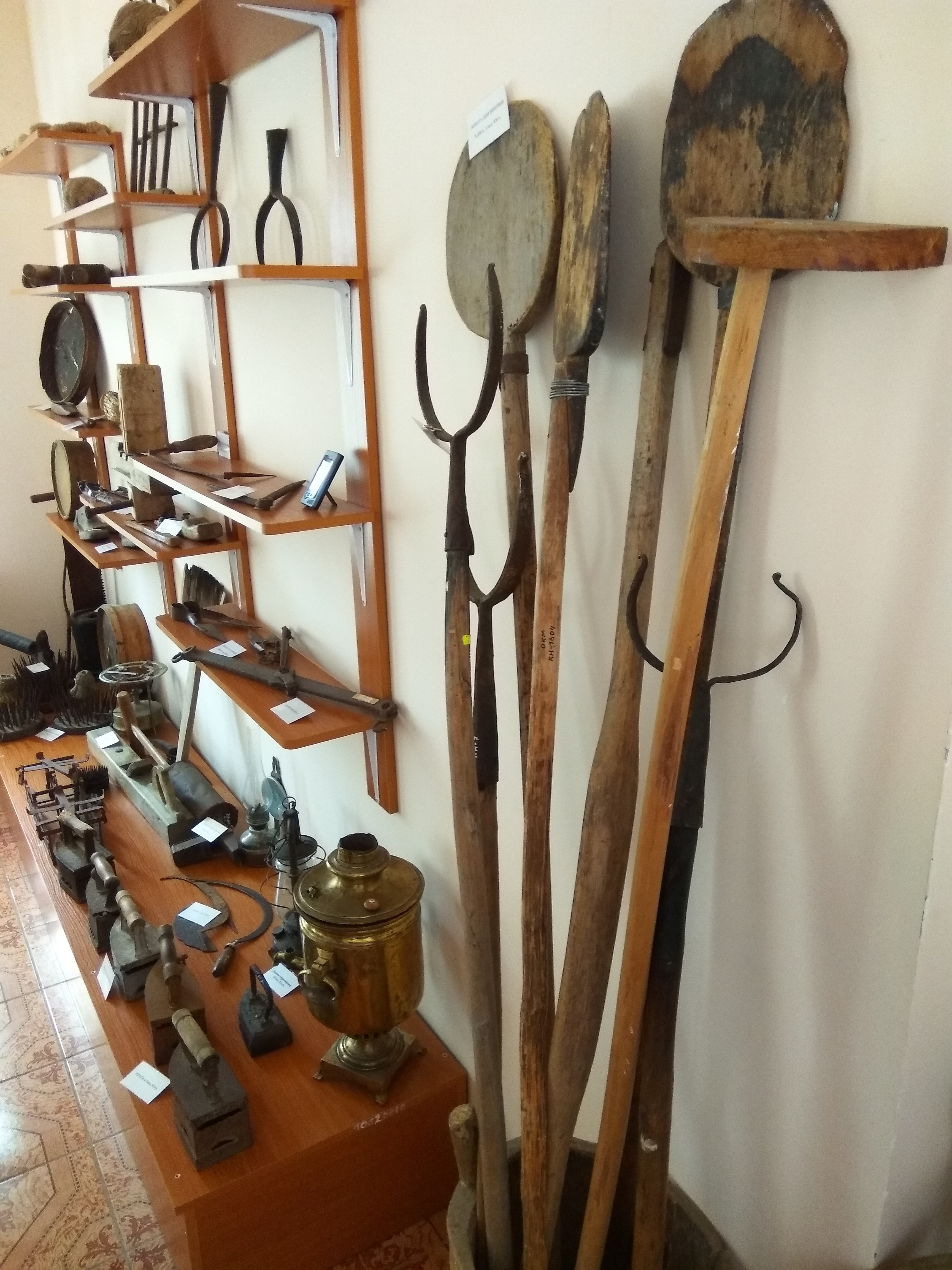
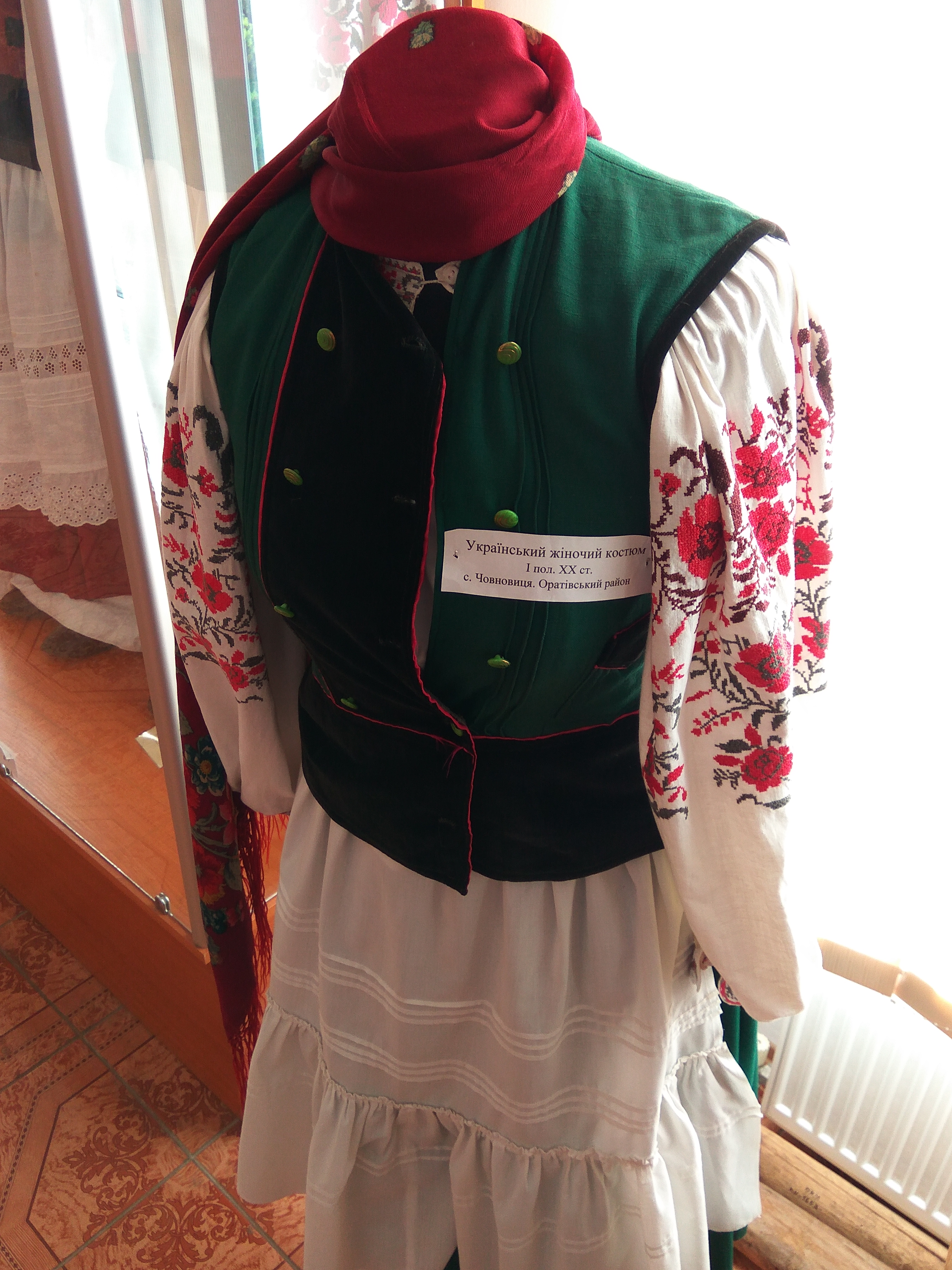
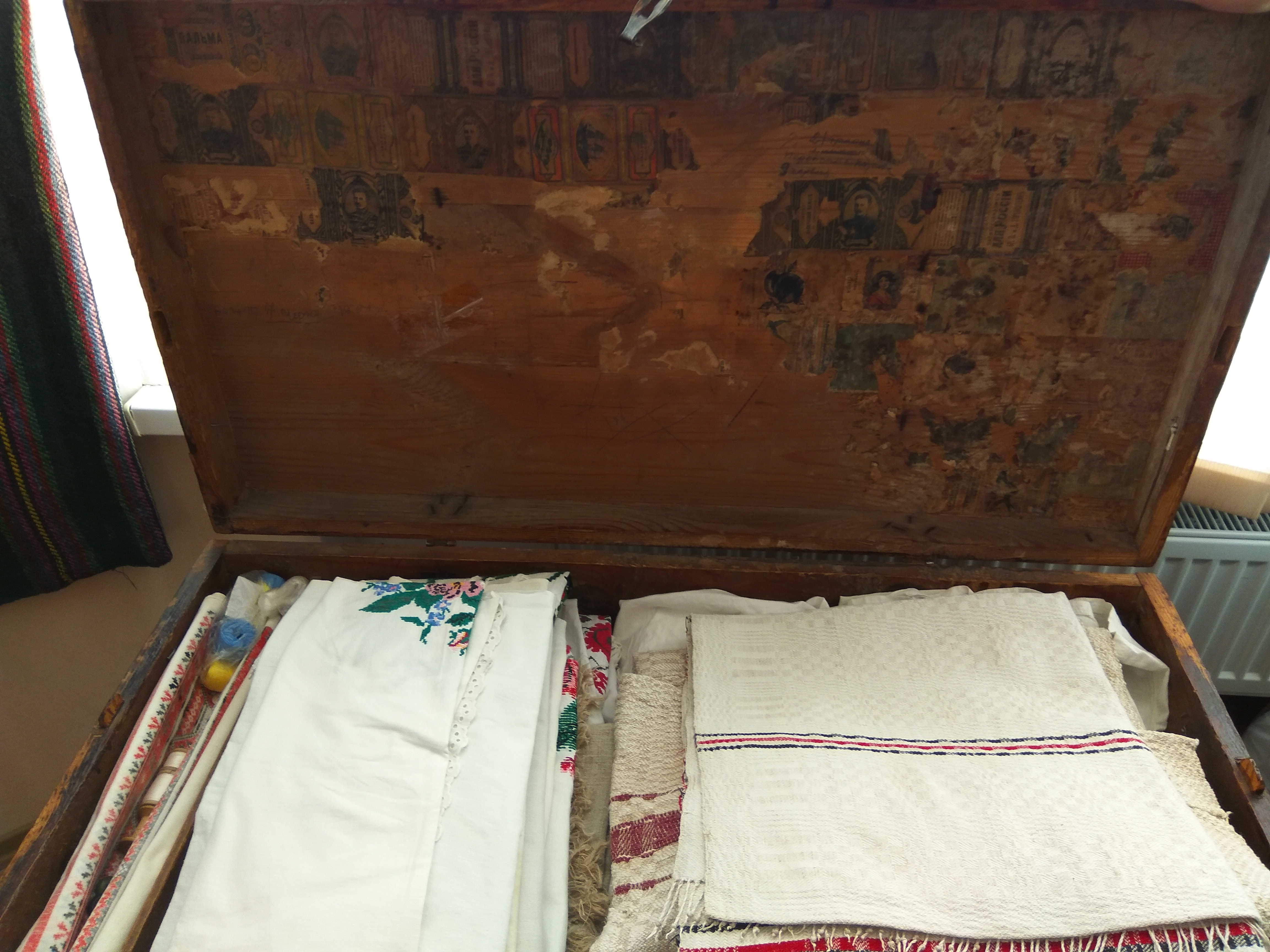
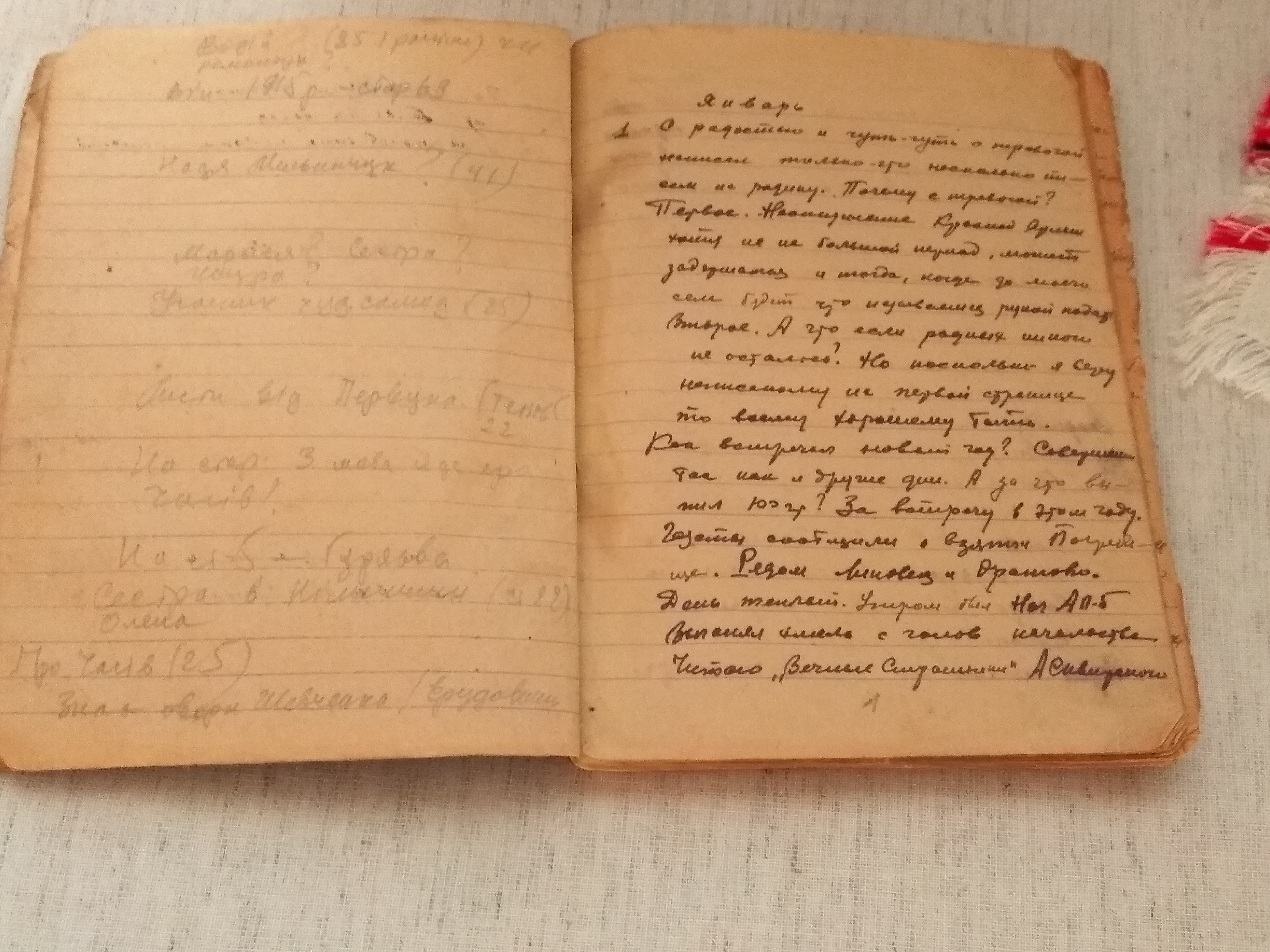